# VH1 Storytellers: Johnny Cash & Willie Nelson
VH1 Storytellers: Johnny Cash & Willie Nelson è un album del 1998 registrato dal vivo interpretato da Johnny Cash e da Willie Nelson. Essendoci solo due chitarre acustiche potrebbe definirsi un unplugged.
L'album è stato prodotto da Rick Rubin.

## Il disco
L'album si apre con un duetto tra i due artisti, poi seguono i brani cantanti alternativamente da Cash e Nelson.

## Tracce
1. (Ghost) Riders in the Sky - 6:13
2. Worried Man - 3:48
3. Family Bible - 3:20
4. Don't Take Your Guns to Town - 4:42
5. Funny How to Slip Away - 3:59
6. Flesh and Blood - 2:42
7. Crazy - 2:23
8. Unchained - 2:43
9. Night Life - 3:43
10. Drive On - 2:23
11. Me and Paul - 3:11
12. I Still Miss Someone - 3:13
13. Always on My Mind - 4:05
14. Folsom Prison Blues - 3:40
15. On the Road Again - 1:32